# Juan Alfonso de Benavente
Juan Alfonso de Benavente (* 14. Jahrhundert in Zamora; † um 1478 in Salamanca) war ein spanischer Rechtswissenschaftler, Professor für Philosophie und Rhetorik, Professor für kanonisches Recht und Fachschriftsteller.

## Leben und Werk
Möglicherweise hat Benavente seinen Bachelor an der Universität Salamanca abgeschlossen. Er war Professor für kanonisches Recht, als er 1443 seine Promotion abschloss. Es ist dokumentiert, dass Juan Alfonsos über 60 Jahre lange aktive Lehrkarriere um 1403 an Lehrstühlen für Rhetorik, Redekunst und Philosophie begann.
1418 wurde er Inhaber des Lehrstuhls „Vísperas de Decreto“, den er dann bis 1449 innehatte. Etwas später, wohl um 1450, wurde er Inhaber eines der beiden Kanonistiklehrstühle „Prima de Cánones“, die zu den ältesten Lehrstühlen der Universität Salamanca zählen. 1463, nach 60 Jahren Lehrtätigkeit erhielt er das von Papst Eugen IV. (1431–1447) eingerichtete Pensioniertenprivileg, den Lehrstuhl behalten zu können und durch einen Stellvertreter versorgen zu lassen. Einer der Lehrstuhlvertreter war sein Sohn Diego Alfonso de Benavente (um 1430–1512). Am 19. November 1477 trat Juan Alfonso de Benavente unter der Bedingung, dass sein Sohn fest auf den Lehrstuhl berufen werde, von dem Lehrstuhl schließlich zurück. Im März 1478 ist noch ein Wirken Juan Alfonso de Benaventes im Kloster der Universität dokumentiert. Seine Lehrzeit oder seine Zugehörigkeit zur Universität erstreckte sich damit zwischen 1403 und 1478 über nahezu 75 Jahre, ein einmaliger Fall in der spanischen Geschichte.
Von Juan Alfonso de Benavente sind die meisten kanonistischen Schriften aus dem 15. Jahrhundert erhalten. Zudem gab es Schriften zu nichtkanonischen Themen, von denen viele nur dem Titel nach bekannt sind. Sohn Diego Alfonso de Benavente ließ die Schriften des Vaters zum Bußsakrament drucken.